# Жилин, Василий Ильич
Васи́лий Ильи́ч Жи́лин (24 декабря 1896, село Крутое — 21 апреля 1938, Коммунарка) — участник революционного движения и Гражданской войны в Росcии, советский деятель внешней торговли, организатор кинопроизводства, редактор, первый заместитель начальника Главного управления кинематографии Всесоюзного комитета по делам искусств при СНК СССР. 

## Биография
Родился 24 декабря 1896 года в селе Крутое Липецкого уезда Тамбовской губернии в многодетной семье. Отец работал приказчиком, затем занимался мелкой торговлей, содержал чайную лавку на станции Хворостянка Юго-восточной железной дороги. Начальное образование получил в двухклассной церковноприходской школе, в 1918 году окончил Мариинское среднее сельскохозяйственное училище в Николаевском городке.
В училище увлёкся революционным движением, в 1917 году вступил в партию социалистов-революционеров, избирался секретарём Саратовского уездного комитета партии. В октябре 1918 года был арестован по делу о контрреволюционном заговоре офицеров и правых социалистов-революционеров в 4-й армии. Был взят на поруки своим другом, военным комиссаром Московского окружного артиллерийского управления Борисом Муравиным и освобождён. В декабре 1918 года переехал в Москву, работал управляющим совхозами Васильевского района Рузского уезда. В июле 1919 года перешёл в ряды РКП(б). Являлся связным между Сибирским бюро и ЦК РКП(б), в 1919 году доставлял в Новониколаевск решения ЦК РКП(б) о сибирских партизанских отрядах. Руководил подпольной работой В. И. Жилина — Б. З. Шумяцкий.
В 1920—1922 годах — заместитель председателя, председатель Сибирского земельного отдела Сибревкома. С июня 1922 года одновременно являлся председателем совета Сибирского областного союза сельскохозяйственных кооперативных союзов «Сибсельскосоюз». Избирался членом президиума Томского губисполкома (1920). Входил в состав организационного бюро II Всесибирского земельного съезда (3—10 июля 1921, Омск).
С ноября 1922 года — заместитель, затем — начальник кооперативного отдела Народного комиссариата земледелия РСФСР. Одновременно учился в Сельскохозяйственной академии имени К. А. Тимирязева. В 1923 году прервал учёбу из-за командировки в Китай, работал директором общества «Thе Sibеrian Agricultural Ltd.» в Харбине, Пекине и Шанхае.
В 1924—1927 годах — член правления, заместитель председателя правления Всероссийского центрального кооперативного союза льноводов и коноплеводов «Льноцентр». Участвовал в работе XI конгресса Международного кооперативного альянса в Генте (1924). Ответственный редактор журнала «Лён-пенька» (1926—1927). В 1927—1931 годах — председатель правления Всесоюзного акционерного общества для экспорта льняного и пенькового волокна «Экспортлён».
В 1931—1934 годах — начальник 3-го экспортного отдела, начальник экспортного сектора Наркомвнешторга СССР, с  марта 1932 года — член коллегии Наркомвнешторга СССР. 
С февраля 1934 года — член правления, заместитель председателя правления Всероссийского кооперативного акционерного общества «Аркос» в Лондоне. В 1935—1936 годах — заместитель торгового представителя СССР в Англии, член Совета при Наркомвнешторге СССР.
С августа 1936 года — первый заместитель начальника Главного управления кинематографии (ГУК) Всесоюзного комитета по делам искусств при СНК СССР. Входил в состав киносекции при ВАК по рассмотрению вопросов о присуждении учёных званий и степеней преподавателям и научным сотрудникам, работающим в вузах и научно-исследовательских институтах, подведомственных ГУК.
В 1937 году был подвергнут критике в центральной печати. В докладной записке о кадрах ГУК в январе 1938 года в числе других работников ГУК был рекомендован к снятию с работы. Арестован 29 января 1938 года. 21 апреля 1938 года приговорён Военной коллегией Верховного суда (ВКВС) СССР за участие в контрреволюционной террористической организации и подготовке терактов к ВМН. Расстрелян в этот же день. Реабилитирован 4 августа 1956 года определением ВКВС СССР.

### Семья
- незарегистрированным браком был женат на Ольге Григорьевне Муравиной (урождённой Цыпкиной) (1895—1959), агрономе-экономисте. В июне 1938 года Особым совещанием при НКВД СССР как ЧСИР была приговорена к 8 годам ИТЛ, срок отбывала в Акмолинском лагере жён изменников родины, с 1940 года — в Бурминском отделении Карлага[2].
  - дочь — Нэра Васильевна Жилина (1925—1988), замужем за Б. М. Генисом, инженер, работала в «Мосинжпроекте»[37].
  - дочь — Наталья Васильевна Жилина (в браке Поль) (1933—2000), инженер, работала в НПО «Пластик»[37].